# Pearl Witherington
Cecile Pearl Witherington Cornioley CBE (24 de junho de 1914 – 24 de fevereiro de 2008) foi uma agente da SOE durante a Segunda Guerra Mundial nascida em Paris, de pais britânicos.

## Serviço Militar
Pearl Witherington nasceu e foi criada na França, mas era uma súdita britânica. Ela estava empregada na embaixada britânica em Paris e comprometida com Henri Cornioley (1910-1999) quando os Alemães invadiram em Maio de 1940. Ela escapou da França ocupada com sua mãe e três irmãs, em dezembro de 1940. Ela eventualmente chegou em Londres, onde trabalhou para o Ministério da Aeronáutica. Determinada a lutar contra a ocupação alemã na França, ela se juntou à britânica Executiva de Operações Especiais (SOE, em inglês), em 8 de junho de 1943. No treinamento, ela ganhou destaque como "a melhor atiradora" que o serviço já tinha visto.
Dado o codinome de "Marie", Witherington saltou de pára-quedas na França ocupada em 22 de setembro de 1943. Lá, ela se juntou a Maurice Southgate, líder do SOE Stationer Network. Durante os próximos oito meses, ela trabalhou como mensageira de Southgate.
Após a Gestapo prender Southgate, em Maio de 1944 e deportá-la para o campo de concentração Buchenwald, Witherington tornou-se líder da nova SOE Wrestler Network, sob um novo codinome, "Pauline", no triângulo Valencay–Issoudun–Châteauroux. Ela reorganizou a rede com a ajuda de seu noivo, Henri Cornioley, e contou com mais de 1 500 membros do Maquis. Eles desempenharam um papel importante lutando contra o Exército alemão durante os desembarques do Dia D. Eles foram tão eficazes que o regime Nazista colocou uma recompensa de ƒ1 000 000 pela cabeça de Witherington. Os Alemães até mesmo ordenaram que 2 000 homens atacassem as suas forças com artilharia em uma batalha de 14 horas. Cornioley, relatou que "fomos atacados por 2 000 Alemães no dia 11 de junho [1944], às 8 horas da manhã e o pequeno maquis, composto por cerca de 40 homens, mal armados e sem treinamento, travaram uma excelente luta, junto com o maquis comunista vizinho que possuía cerca de 100 homens."
Witherington recorda de que a batalha durou 14 horas e que os Alemães perderam 86 homens, enquanto os Maquis perderam 24 "incluindo os civis que foram baleados e os feridos que foram sacrificados". Witherington fugiu para um campo de milho até que os Alemães deixassem a área. Embora os Alemães tenham dispersado a unidade de Witherington, ela rapidamente se reagrupou e lançou um ataque de guerrilha em grande escala, que causou estragos nas colunas alemãs que viajavam para a frente de batalha através de sua área de operação. A força que ela comandou matou 1 000 soldados alemães enquanto sofria poucas baixas, e interrompeu uma importante linha ferroviária que liga o sul da França à Normandia mais de 800 vezes. Ela acabaria por presidir a rendição de 18 000 tropas alemãs.

## Homenagens
Após a guerra, Witherington foi recomendado para a Cruz Militar, mas como uma mulher, ela não era elegível e, em vez disso, foi oferecido um MBE (Divisão Civil). Witherington rejeitou a medalha com uma fria nota dizendo que "não havia nada remotamente "civil" no que eu fiz. Eu não fiquei sentada atrás de uma mesa o dia todo.' Ela aceitou o MBE da divisão militar e nos últimos anos foi agraciada com o CBE. Ela também foi homenageada com a Légion d'honneur.
Em abril de 2006, após sessenta anos de espera, Witherington recebeu suas asas de paraquedista, que ela considerava uma honra maior do que o MBE ou o CBE. Ela havia completado três treinamentos de pára-quedismo, com o quarto operacional.
"Mas meus companheiros fizeram quatro treinamentos de salto, e o quinto foi operacional - e você só tem suas asas, depois de um total de cinco saltos", Witherington disse. "Então, eu não tinha o direito - e por 63 anos eu tenho me queixado para quem quisesse ouvir, porque eu achei uma injustiça."

## Vida particular
Em setembro de 1944, Witherington voltou para a Inglaterra onde casou-se com Henri Cornioley em Kensington Register Office em 26 de outubro de 1944; eles tiveram uma filha, Claire.
Com a ajuda do jornalista Hervé Larroque, a autobiografia de Witherington, Pauline, foi publicada em 1997 (ISBN 978-2-9513746-0-7). As entrevistas que compuseram Pauline foram editadas por Kathryn J. Atwood em narrativa linear em 2013 e publicada como Code Name Pauline. Grande parte do seu tempo de serviço militar também está incluso no livro  Behind Enemy Lines with the SAS (publicado em 2007 pela Pen and Sword Publ., Inglaterra).
Sua história tem sido citada como inspiração para o romance de Sebastian Faulks, Charlotte Gray, que se tornou um filme de mesmo nome estrelado por Cate Blanchett em 2001, embora Faulks tenha negado isso em uma entrevista para o The Guardian.
Por outro lado, Ken Follett , especificamente, refere-se a Witherington no final de seu livro de ficção, Jackdaws.
|isbn=0333783026}}</ref>
Ela morreu, aos 93 anos, em uma casa de repouso no Vale do Loire, França.